# Torrentz
O Torrentz era um mecanismo de metassearch da Finlândia para o BitTorrent, administrado por um indivíduo conhecido como Flippy.  Fundada em 24 de julho de 2003.  Ele indexou torrents de vários sites importantes de torrent e ofereceu compilações de vários rastreadores por torrent que não estavam necessariamente presentes no arquivo .torrent padrão, para que, quando um rastreador estivesse inativo, outros rastreadores pudessem fazer o trabalho. Foi o segundo site de torrent mais popular em 2012. 

## Uso
A interface de usuário do Torrentz era simples; tinha apenas um menu do usuário e um painel de pesquisa. Os usuários não precisavam se registrar antes de pesquisar arquivos.
Para realizar uma pesquisa, os usuários simplesmente digitam uma sequência de palavras-chave no campo de pesquisa ativado pelo preenchimento automático e executam a pesquisa pressionando o botão de pesquisa na interface do usuário ou a tecla Enter no teclado . A partir daí, uma lista de arquivos torrent correspondentes era exibida na tela para o usuário escolher. Essa lista pode ser filtrada por idade (um dia, três dias, uma semana ou um mês) e por "segurança e qualidade" ("qualquer", "bom" ou "verificado").     O filtro "bom" foi aplicado por padrão e "verificado" foi reservado para torrents carregados por grupos conhecidos. 
Selecionar um torrent na lista de resultados da pesquisa levaria o usuário a outra página listando os sites que atualmente hospedam o torrent especificado (com o qual os usuários baixariam arquivos). Como o Torrentz usava mecanismos de meta-pesquisa, os usuários eram redirecionados para outros sites de torrent para baixar conteúdo (geralmente o KickassTorrents, que era considerado seguro).  

## História
Em novembro de 2008, golpistas que usavam papéis falsos tentaram dominar o domínio torrentz.com. Como backup, o administrador do site configurou o domínio torrentz.eu.  Após 18 de dezembro de 2010, o torrentz.eu se tornou o domínio padrão do site, devido às apreensões de nomes de domínio realizadas pelas autoridades dos EUA em vários sites de torrent. 
Em 2013, a Paramount Pictures enviou uma reivindicação da DMCA ao Google para remover a página inicial do Torrentz e duas outras páginas de seu mecanismo de pesquisa. O Torrentz reclamou contra essa solicitação, alegando que os links não violavam nenhuma política de direitos autorais. 
Em 26 de maio de 2014, Torrentz teve seu nome de domínio suspenso sem ordem judicial   após um pedido da Unidade de Crime de Propriedade Intelectual da Polícia . Um dia depois, a suspensão do torrentz.eu foi suspensa. O site tinha três domínios alternativos (.me, .ch e .in) e esperava transferir o domínio .eu para um novo registrador. Todos esses domínios foram bloqueados no Reino Unido pela Sky .  
Em 5 de agosto de 2016, o Torrentz foi desligado por seus operadores com a mensagem "Torrentz sempre o amará. Adeus. "Exibido; operou por mais de 13 anos. 